# L'uomo illustrato (film)
L'uomo illustrato (The Illustrated Man) è un film di fantascienza del 1969, diretto da Jack Smight e con Rod Steiger.
La sceneggiatura di Howard B. Kreitsek si basa su tre racconti brevi contenuti nella collezione Il gioco dei pianeti di Ray Bradbury: "The Veldt", "The Long Rain" e "The Last Night of the World".

## Trama
Ambientato in America, il film affronta tre storie di Bradbury narrate nel futuro, con Steiger che racconta le origini dei tatuaggi che ha sul corpo. La trama si divide quindi in tre episodi: la realtà alternativa (The Veldt), un misterioso pianeta (The Long Rain) e la fine del mondo (The Last Night of the World). Con la compagnia di un cane, Steiger racconta le proprie avventure a dei passanti, spiegando che la storia dell'"uomo illustrato" è iniziata con l'incontro di una donna dai poteri magici chiamata Felicia.